# Unentschiedenheit
Unentschiedenheit ist ein Gemütszustand, der auftritt, wenn kein Urteil gefällt werden kann, indem man nicht in der Lage ist, einen Entschluss zu fassen. Friedrich Kirchner schrieb in seinem Wörterbuch der philosophischen Grundbegriffe 1907: 

„Darüber hinauszukommen, hilft nur, daß man den Gründen seiner Vernunft folgt, nicht aber, wie manche es tun, dem Lose oder dem zufälligen Rate anderer.“

Der antike Skeptiker Pyrrhon von Elis wendet die Unentschiedenheit in Form der Aoristie an und postulierte, dass die Dinge nicht unterscheidbar, unbeständig und damit nicht zu beurteilen seien. Daher dürfe man weder unseren Wahrnehmungen noch unseren Vorstellungen glauben, woraus die Pflicht entstünde, sich nicht zu entscheiden.